# Polina Gagàrina
Polina Serguéievna Gagàrina (en rus: Полина Сергеевна Гагарина, nascuda el 27 de març de 1987) és una cantant, compositora, actriu i model russa que va representar a Rússia el Festival de la Cançó d'Eurovisió de 2015 amb la cançó "A Million Voices", quedant en segona posició.

## Biografia
Gagàrina va néixer a Moscou, en el que era l'antiga Unió Soviètica, però va passar la major part de la seva joventut a Grècia. La seva mare era ballarina de ballet. El pare de Polina va morir el 1993, per la qual cosa la seva mare va decidir retornar a Rússia, tot i que anys més tard retornarien a Atenes. Per completar la seva educació, Gagàrina va tornar a Rússia i es va establir a Saràtov amb la seva àvia.
El 25 d'agost de 2007, es va casar amb l'actor rus Piotr Kislov, i van tenir un fill, Andréi, que va néixer el 14 d'octubre de 2007. Es van divorciar el 31 de març de 2010. El 9 de setembre de 2014 es va casar amb el fotògraf Dmitri Isjákov.

## Discografia

### Àlbums d'estudi
| Títol                                          | Notes                                                                                         |
| ---------------------------------------------- | --------------------------------------------------------------------------------------------- |
| Попроси у облаков облаков(Pregunta als núvols) | - Llançament: 2007 - Discogràfica: ARS Records - Format: CD, descàrrega digital               |
| О себе себе(Sobre mi)                          | - Llançament: 11 de març de 2010 - Discogràfica: ARS Records - Format: CD, descàrrega digital |

## Filmografia
| Any  | Títol                           | Personatge               |
| ---- | ------------------------------- | ------------------------ |
| 2007 | Dochki-máteri                   | BSO                      |
| 2012 | Katina liubov                   | BSO                      |
| 2012 | Hotel Transylvania              | Mavis (dobladora)        |
| 2013 | Sasha Bely                      | Ella mateixa             |
| 2014 | Legends of Oz: Dorothy's Return | Dorothy Gale (dobladora) |
| 2015 | Odnói levói                     | Sofi                     |
| 2015 | Bitva za Sevastopol             | BSO (Kukushka)           |